# Жилтика
Жилти́ка (болг. Жълтика) — село в Кирджалійській області Болгарії. Входить до складу общини Джебел.

## Населення
За даними перепису населення 2011 року у селі проживали 43 особи, з них 42 особи (97,7%) — турки.
Розподіл населення за віком у 2011 році:
Динаміка населення: